# Сијамска мачка
Сијамска мачка је веома популарна раса домаће мачке, посебно у Европи и Америци. Карактеристична је по светлој једнобојној, краткој длаци без подлаке, са тамнијим обележјима. Води порекло из Сијама (данашњи Тајланд), где је поштована у будистичким храмовима, као и на двору сијамског краља. У Европу стиже у другој половини 19. века, а у Америку почетком 20. века.

## Историја
Сијамске мачке су из Тајланда, (Сијама) . Сијамске мачке су смели да имају само владари, познати и богати људи. У 1800 години сијамске мачке су постале попуаларне у свим земљама. Сматрају се најстаријом расом. Неке се рађају са искривљеним репом, због тога што им је у Сијами једна краљица савијала репове, како им не би  испадао накит са репа. Краљица их је много волела, као што је волела накит.

### Порекло

#### Тајланд
Опис и приказ Вичиенмат (сијамске мачке) се први пут појављује у колекцији древних рукописа под називом Тамра Маев (Песме мачије књиге), за коју се сматра да потиче из краљевства Ајутаја (1351. до 1767. године). Више од десет се сада чува у Националној библиотеци Тајланда, док су други поново изашли на површину ван Тајланда и сада се налазе у Британској библиотеци и Националној библиотеци Аустралије. Поред старе сијамске мачке, Тамра Маев такође описује друге мачке наслеђа Тајланда укључујући корат мачку (малет), која се и данас узгаја ради презервације на Тајланду и која је постала популарна у другим земљама, и конја мачка (црна мачка), суфалак (контроверза у бурманској мачки).
Када је главни град Ајутаја опљачкан 7. априла 1767. на крају Бурманско-сијамског рата, бурманска војска је спалила све што је било на видику и вратила се у Бурму, водећи са собом као заробљенике сијамске племиће и чланове краљевске породице. Будине слике су демолиране због њиховог злата, а сва краљевска блага су покрадена. Тајландска легенда каже да је краљ Бурме Хсинбјушин пронашао и прочитао песму за тајландске мачке у Тамра Маев. Песма описује тајландске мачке као ретке попут злата, а свако ко поседује ову мачку постаће богат. Наредио је својој војсци да скупи све суфалак мачке и однесе их у Бурму заједно са осталим благом. Данас се и Тајланду ова легенда прича као духовито објашњење реткости тајландских мачака.

#### Сијамке
Мачка позната на Западу као „сијамка“, позната по својим карактеристичним ознакама, једна је од неколико раса мачака из Сијама описаних и илустрованих у рукописима под називом „Тамра Маев“ (Мачје песме), за које се процењује да су написане од 14. до 18. века. Године 1878, амерички председник Радерфорд Б. Хејзпримио је добио прву документовану сијамку која је стигла у Сједињене Државе, мачку по имену „Сијам“ коју је послао амерички конзул у Бангкоку. Године 1884, британски генерални конзул у Бангкоку, Едвард Бленкоу Гулд (1847–1916), донео је пар мачака за размножавање, Фо и Мија, назад у Британију као поклон за своју сестру Лилијан Џејн Гулд (која је, удата 1895. као Лилијан Џејн Вели, основала Клуб сијамских мачака 1901. године). Године 1885, Гулдове британске мачке Фо и Мија произвеле су три сијамска мачета — Дјуен Нгај, Калохом и Хромата — који су приказани са својим родитељима исте године на сајму Кристал Палас у Лондону. Њихов јединствен изглед и изразито понашање привукли су пажњу, али су сва три мачића умрла убрзо након шоа, а узрок смрти није документован.
До 1886. године, још један пар (са мачићима) су увезле у УК Ева Форестер Вокер (са презименом Вивијан након брака из 1887. године) и њена сестра Ада. У поређењу са британским краткодлаким и персијским мачкама које су биле познате већини Британаца, ове сијамске увозне мачке су биле дуже и мање компактне грађе у погледу типова тела, имале су главе које су биле мање заобљене са клинастим њушкама и веће уши. Ове разлике и шиљасти узорак длаке, који западњаци раније нису видели код мачака, произвели су снажан утисак — један рани гледалац их је описао као „неприродну ноћну мору од мачке“. Током наредних неколико година, одгајивачи су увезли мали број мачака, које су заједно чиниле основни узгојни фонд за целу расу у Британији. Верује се да већина сијамки у Британији данас потиче од око једанаест оригиналних увоза. У својим раним данима у Британији, звали су их „Краљевска мачка Сијама“, што одражава извештаје да су их раније држали само сијамски чланови краљевске породице. Каснија истраживања нису показала доказе о било каквом организованом краљевском програму узгоја у Сијаму. Првобитни сијамски увозници били су средње величине, прилично дугог тела, мишићаве, грациозне мачке са умерено клинастим главама и ушима које су биле релативно велике, али пропорционалне величини главе. Мачке су се кретале од знатних до витких, али нису биле екстремне ни на један начин.
- Краљ Прајадхипок након дана крунисања, окружен дворским дамама које носе његове регалије и оно што се данас сматра тајландском мачком, мачка симболизује „породични живот“.
- Док овај примерак изложбеног квалитета из 1960. године још увек показује релативно умерене карактеристике, стандард расе је постављао сцену за модерне сијамке, са својим захтевом за „углађено, дугачко и витко“ тело, дугачку главу која се „сужава у равне линије од ушију до уске њушке“, „уши велике и шиљате, широке у основи“ и реп „дуг и сужен“.
- Сијамско-хималајска мачка мешане расе
- Сијамска мачка чоколадни мешанац - двобојна мачка

### Традиционалне сијамске наспрам модерног развоја
Током 1950-1960-их, како је сијамка постајала све популарнија, многи одгајивачи и судије на изложбама мачака почели су да фаворизују виткији изглед. Као резултат генерацијског селективног узгоја, створили су све дуже, финокосне, ускоглаве мачке. На крају, модерне сијамске су одгајане тако да буду изузетно издужене, са витким, цевастим телом, дугим, витким ногама, веома дугим, веома танким репом који се постепено сужава у шиљак и дугом клинастом главом на чијем врху се налазе изузетно велике, широко постављене уши.
До средине 1980-их, мачке оригиналног стила су углавном нестале са изложби мачака, али је неколико одгајивача, посебно у Великој Британији, наставило да их узгаја и региструје, што је резултирало двема данашњим врстама сијамаки: модерне, у „шоу стилу”, стандардизоване сијамке и „традиционалне сијамке“, обе од којих потичу од истих далеких предака, али са мало или нимало заједничких скорашњих предака, и ефективно формирају различите под-расе, са извесним притиском да се у потпуности раздвоје.
Поред модерне категорије сијамских раса, Међународна асоцијација мачака (TICA) и Светска федерација мачака (WCF) сада прихватају сијамске мачке мање екстремног типа, као и све wichianmat мачке увезене директно из Тајланда, под новим именом расе Тај. Други, углавном незванични, називи за традиционалну сорту су „сијамка старог стила“, „класична сијамка“ и „јабучна глава“ (првобитно погрдни надимак који су сковали узгајивачи модерног типа сијамаки).

### Темперамент
Сијамке су обично веома умиљате и интелигентне мачке, познате по својој друштвеној природи. Многе уживају у дружењу са људима и понекад се описују као „екстроверти”. Често се снажно везују за једну особу. Имају карактеристичан мјаук који се пореди са плачем људске бебе и упорне су у тражењу пажње. Ове мачке су обично активне и разигране, чак и као одрасле јединке, и често се описују као више псеће у понашању од других мачака. Неки сијамке су изузетно вокалне, са гласним, ниским гласом — познатим као „мњаукање“ – од чега добијају један од својих надимака.
Сијамске мачке, због жеље да буду у близини људи или других мачака, повремено пате од депресије или анксиозности због раздвајања ако су остављене саме на дужи временски период, те се из тог разлога сијамске мачке често купују у паровима како би могле да праве једна другој друштво.

## Изглед
Познате су по прелепим плавим очима. Код класичних сијамских мачака тело им је округло, а код модерних издужено. Све сијамске мачке се рађају беле, а како расту тако се све тамније. Уши, лице, шапе и реп постају тамнији. Неке сијамске мачке имају укрштене очи што значи да имају лош вид. Код класичних мачака лице је округло, а код модерних троугласто. Има различитих нијанса боја, неке су сиве, неке барон, крем, тамнобраон, неке чак и са пругама, црвенкасте или беж.
Сијамска мачка је препознатљива по својој једнобојној длаци и тамним обележјима на ногама, репу и глави. Тело је средње величине, дугачко и витко. Глава је дугуљаста и издужена према њушци. Очи су косе, велике и плаве боје. Реп је дугачак и сужава се ка врху. Тежина је од 2,5 до 5,5 килограма.

## Уопштено
Могу да живе од 14 до 20 година. Знатижељне су, паметне, врло развијених гласовних способности и захтевне. Оне се вежу за власника и учествују у свим његовим активностима. Воле да буду у центру пажње, али се добро слажу са псима и другим мачкама. Здраве су, немају никакве здравствене проблеме.Траже пуно пажње.Добре су за породицу.Не воле да се селе, везују се за једно место и тешко се привикавају на нова места. Имају репутацију веома осветољубивих мачака.